# Méciadanol
Le méciadanol est un composé organique de synthèse, issu de la 3-O-méthylation de la catéchine. Il est rattaché à la famille des flavanols O-méthylés, bien qu'il n'en fasse pas partie à proprement parler un flavanol[pas clair], le groupe hydroxyle en position 3 caractéristique de cette famille étant méthylé (transformé en groupe méthoxy[Quoi ?]).
Il inhibe l'histidine décarboxylase chez le rat.